# نوبوهیرو تاکدا (بازیکن فوتبال، زاده ۱۹۶۵)
نوبوهیرو تاکدا (ژاپنی: 武田 亘弘؛ زادهٔ ۲۲ مارس ۱۹۶۵) یک بازیکن فوتبال اهل ژاپن است.
از باشگاه‌هایی که در آن بازی کرده‌است می‌توان به باشگاه فوتبال سرزو اوساکا اشاره کرد.